# 海洋间谍
《海洋间谍》（英語：Spy in the Ocean）是 2023 年的英國廣播公司电视纪录片，使用仿真海洋生物可動模型，裝上攝影機拍攝海洋生物。   

## 也可以看看
- 荒野间谍，（Spy in the Wild）